# Giancarlo Giammetti
Giancarlo Giammetti (Roma, 5 febbraio 1938) è un imprenditore italiano della moda, nonché collaboratore artistico, socio d'affari e compagno per dodici anni dello stilista Valentino.

## Biografia
È stato presidente onorario della Valentino Fashion Group ed è stato nominato nell'International Best Dressed List Hall of Fame nel
2006.

### Il sodalizio con Valentino Garavani
Nel 1960 Giammetti inizia con Valentino un rapporto di amicizia e di intesa artistica, diventando anche suo socio; mentre Valentino dedicherà la sua attività al settore artistico, sarà Giammetti che si occuperà di tutti gli aspetti strategici ed economici del gruppo, portandolo al successo in tutto il mondo. Nel febbraio del 1990 Valentino e Giammetti, fondano, con il contributo di Elizabeth Taylor, L.I.F.E., associazione benefica a sostegno dei bambini affetti da malattie legate all'H.I.V., che si propone di combattere l'AIDS mediante campagne di informazione, supporto ai parenti degli ammalati e incentivazione della ricerca.
Sempre nel 1990 Giammetti fonda insieme allo stilista, l'Accademia Valentino e firma il primo accordo di collaborazione tra amministrazione pubblica e moda attraverso una convenzione con il Comune di Roma per ospitare presso la stessa Accademia eventi destinati a rilanciare il prestigio culturale della città. L'Accademia Valentino viene inaugurata il 31 maggio del 1990. Parte dei proventi prodotti dall'Accademia vengono destinati alla stessa associazione benefica L.I.F.E.
Il 10 gennaio 1998 Garavani e Giammetti firmano una intesa da quasi 300 milioni di dollari con la HdP, una holding controllata in parte da Gianni Agnelli e guidata da Nicolo Nefri e da Maurizio Romiti, che acquisisce la società Valentino, di fatto decretando la nascita del primo polo italiano della moda e del lusso. La Hdp "erediterà" i debiti finanziari dal gruppo venditore e l'accordo si completa con l'ingresso di Valentino e Giammetti nell'azionariato di Hdp, attraverso l'investimento di una parte della somma incassata, circa 35 milioni di dollari. Giammetti viene nominato nel consiglio di amministrazione di Hdp, mentre Valentino entra a far parte del direttivo del patto di sindacato.
Nel marzo 2002 la casa di alta moda Valentino viene ceduta al gruppo vicentino Marzotto e nel maggio 2002 Valentino Garavani e Giancarlo Giammetti escono dal patto di sindacato di Hdp. Giammetti continua comunque a seguire la casa di moda fino al 2008, anno nel quale lo stilista Valentino si ritira. Nel luglio 2010 Giammetti realizza il progetto Valentino Garavani Archives, promosso con lo stesso Valentino per la nascita dell'archivio digitale della sua casa di moda, che andrà on line, con 10 000 disegni, 120 000 pagine di giornali e foto storiche di clienti come Jackie Kennedy e Farah Diba, scattate da grandi fotografi tra cui Richard Avedon e Cecil Beaton.

### Vita privata
Giammetti è legato da quasi 50 anni allo stilista Valentino, con il quale ha anche avuto una relazione sentimentale per dodici anni.

## Valentino: The Last Emperor, il film-documentario
La popolarità di Giammetti è cresciuta notevolmente da quando è apparso nel film-documentario Valentino: The Last Emperor (2008), diretto da Matt Tyrnauer.